# Glashütte an der Emsbachschlucht

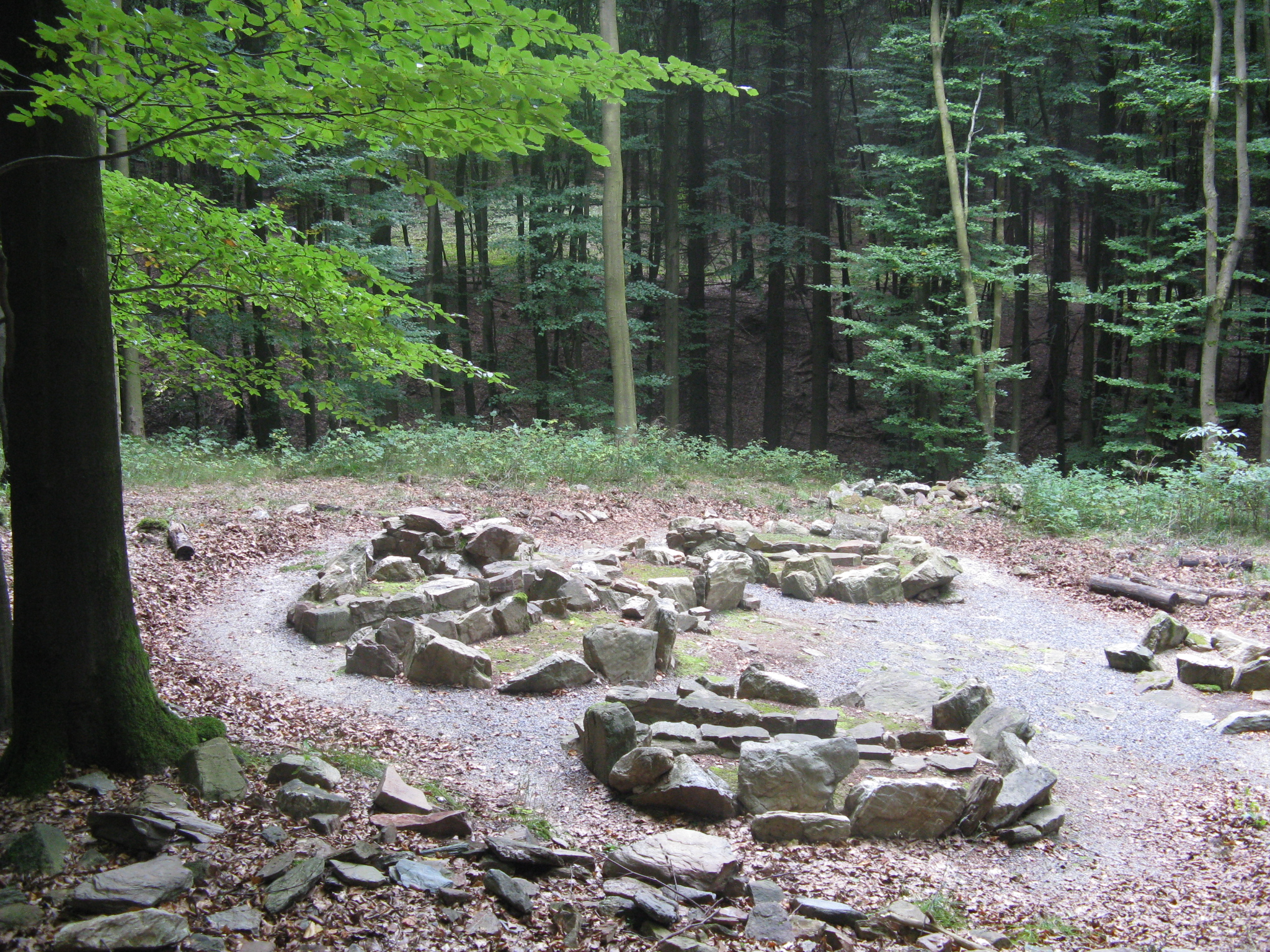
Konservierte Grundmauern der Glasöfen der Glashütte an der Emsbachschlucht

Die Glashütte an der Emsbachschlucht war eine Waldglashütte im Taunus in Hessen, die im 15. Jahrhundert Glas produzierte. Die Reste der Glashütte liegen auf 518 m ü. NHN in einem Waldgebiet rund 1,5 Kilometer östlich des Ortes Glashütten am Nordosthang der Erhebung Glaskopf. Eine archäologische Untersuchung am Standort der Glashütte erfolgte im Jahr 2000. Die Reste der Anlage sind im Jahr 2001 konserviert worden.

## Lage

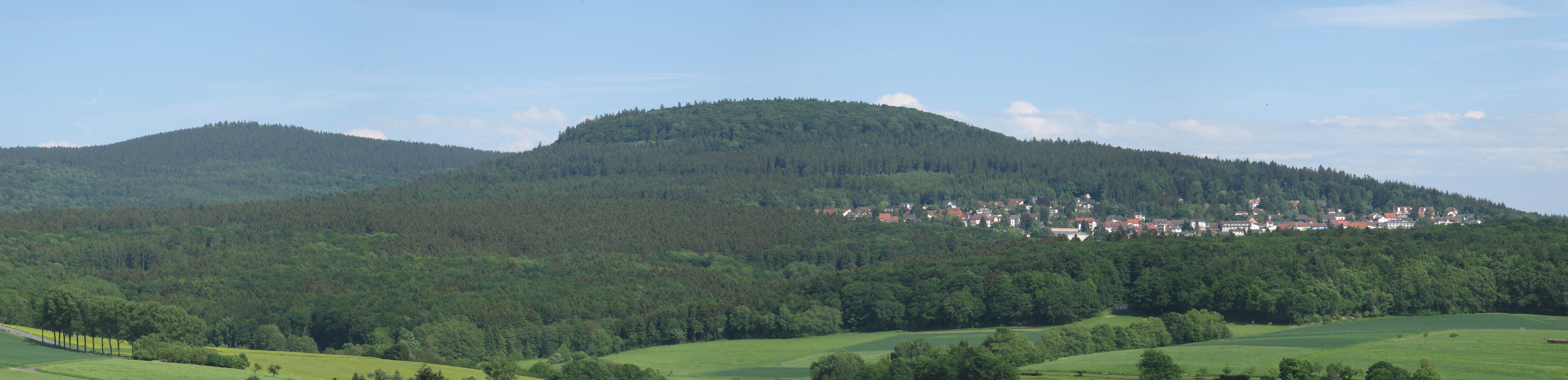
Die Erhebung Glaskopf mit dem Ort Glashütten

Die frühere Glashütte liegt im Waldgebiet Unterer Seelborn unmittelbar am Emsbach. Ihre Reste finden sich auf dem schluchtartig verengten Talgrund des Baches. Nördlich verläuft der frühere Obergermanisch-Raetische Limes, der seit 2005 Weltkulturerbe der UNESCO ist. Der frühere Glashüttenstandort liegt direkt am Limeserlebnispfad Hochtaunus, der vom Ort Glashütten aus dem Limes auf 30 km Länge folgt. Zusätzlich wurde im Jahr 2013 auf der ca. 1,5 km langen Strecke vom Ortsausgang Glashütten bis zur Glashütte an der Emsbachschlucht der „waldGLASweg“ angelegt, der auf sieben Stationen Historie mit Kunst in moderner Glastechnik verbindet.

## Ausgrabung und Aufbau
Die Fundstelle war schon seit langer Zeit bekannt und wurde um das Jahr 1900 als mögliche römische Glashütte am Limes angesehen. 1999 erfolgte neben einer Vermessung und Kartierung des Geländes eine geophysikalische Prospektion, um ohne Bodeneingriffe Einblicke in den früheren Hüttenkomplex zu erhalten. Dabei wurden vier kleinere Hügel als Nebenöfen eines bereits bekannten Hauptofens festgestellt. Auf Initiative des Vereins Kulturkreis Glashütten führten im Jahr 2000 ehrenamtliche Helfer unter wissenschaftlicher Leitung des Archäologen Peter Steppuhn eine Ausgrabung auf einem Areal von ca. 300 m² durch.
Laut den Grabungsergebnissen befand sich der größere Arbeitsofen (ca. 7 × 4 m) mit mehreren fensterartigen Öffnungen im Norden. Im Inneren standen auf den ca. 1,7 × 0,6 Meter großen Hafenbänken bis zu vier aus Ton gefertigte Glashäfen mit der geschmolzenen Glasmasse, die von den Glasbläsern durch die Arbeitslöcher entnommen wurde. In den äußeren Nebenöfen wurden die Glasgefäße allmählich abgekühlt oder Rohstoffe getrocknet. Die beiden mittleren Nebenöfen waren eine Kombination von Streck- und Kühlofen und dienten der Flachglasherstellung. Im Hauptofen benötigten die Glashersteller Temperaturen bis 1200 °C; in den übrigen kühleren Öfen reichten ca. 600 °C aus. Geheizt wurde mit Buchenscheiten.

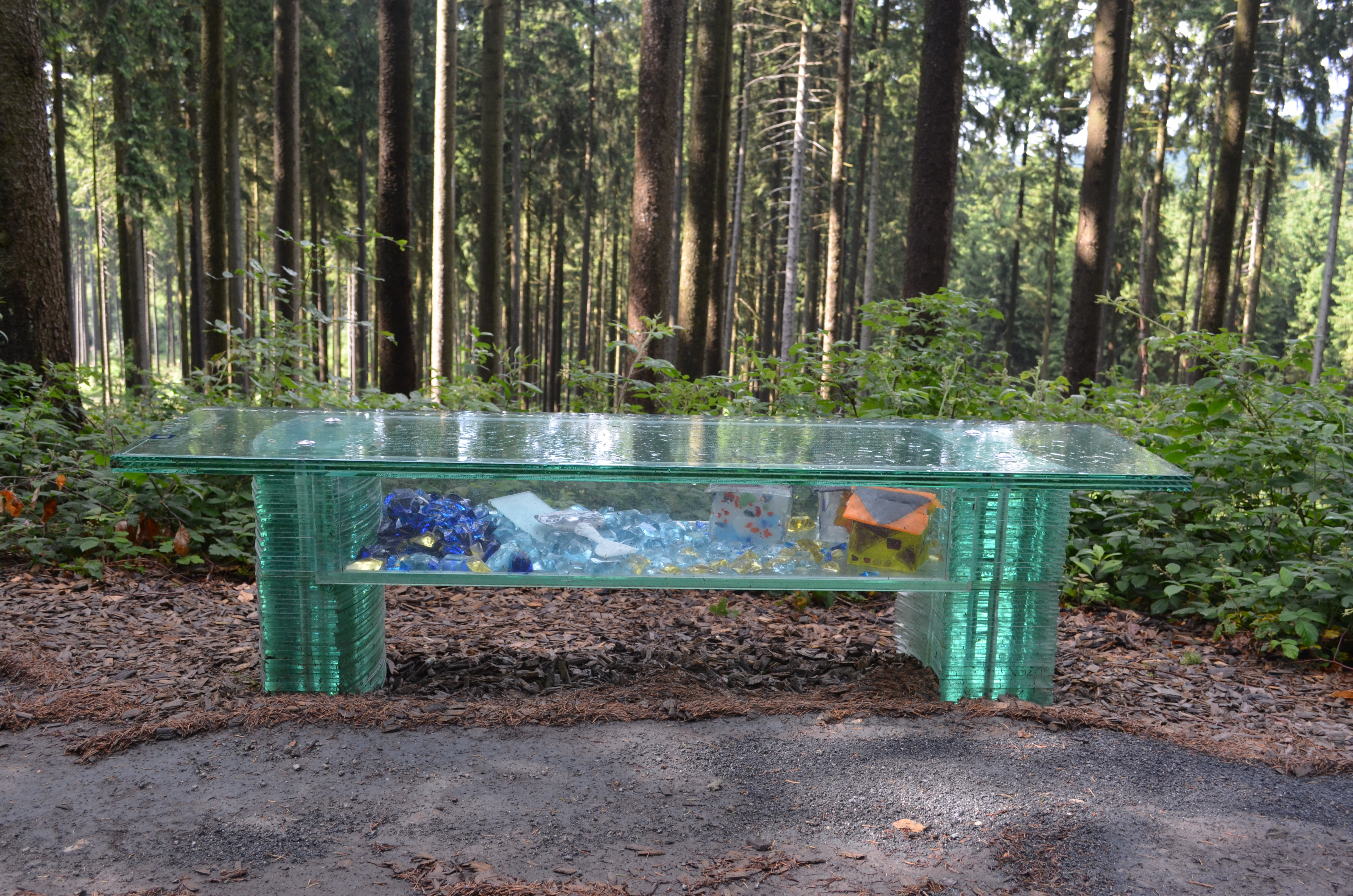
Station 3 des waldGLASweg

Bei der Ausgrabung wurden rund 4000 Fundstücke geborgen, bei denen es sich meist um Glasfragmente handelte. Aussagekräftige Einzelstücke des geborgenen Fundmaterials fanden  Aufnahme in der Dauerausstellung Waldglashütten im Taunus im Freilichtmuseum Hessenpark in Neu-Anspach. Das übrige Material lagert sortiert und dokumentiert im Magazin des Landesamtes für Denkmalpflege Hessen.
Die Glashütte erzeugte grünes Waldglas, das zu Hohlglas und Flachglas im Zylinderverfahren verarbeitet wurde. An Glasgefäßen wurden in hohen Stückzahlen nahezu ausschließlich dickwandige Becher produziert, die in den 1450 bis 1480er Jahren als Massenware vertrieben wurden. Anhand der Glas- und Keramikfunde ließ sich die Produktionszeit der Glashütte in die Zeit um 1450 datieren. Damit arbeitete der Glasbetrieb etwa im gleichen Zeitraum wie die Glashütte unterhalb Dornsweg und die Glashütte am Buchholzweg, die jeweils rund einen Kilometer entfernt lagen. Diese Standorte wurden in den Jahren 2001 bis 2005 ebenfalls archäologisch untersucht.
Die Forschungen an der Glashütte an der Emsbachschlucht erweiterten den Erkenntnisstand zur Glashüttenlandschaft im Taunus, die nur eine untergeordnete Rolle in der europäischen Glasgeschichte gespielt hat.
Auf dem Areal der Glashütte fand zuvor im 13. Jahrhundert eine Verhüttung von Eisenerz statt, worauf mehr als 300 kg an Eisenerz und Eisenschlacke im Bereich der Fundstelle deuteten.
2010 erfolgte eine denkmalgerechte Sanierung zur Beseitigung der Frostschäden der Anlage, 2014 eine weitere Sanierung.